# Лістоме
Лістоме (пол. Listomie, нім. Wilhelmsburg) — село в Польщі, у гміні Мислібуж Мисліборського повіту Західнопоморського воєводства. Населення — 89 осіб (2011).
У 1975—1998 роках село належало до Гожовського воєводства.

## Демографія
Демографічна структура станом на 31 березня 2011 року:
|          | Загалом | Допрацездатний вік | Працездатний вік | Постпрацездатний вік |
| -------- | ------- | ------------------ | ---------------- | -------------------- |
| Чоловіки | 56      | 13                 | 39               | 4                    |
| Жінки    | 33      | 4                  | 22               | 7                    |
| Разом    | 89      | 17                 | 61               | 11                   |